# دون دايموند
دون دايموند (بالإنجليزية: Don Diamond)‏ هو ممثل أمريكي، ولد في 4 يونيو 1921 في الولايات المتحدة، وتوفي في 19 يونيو 2011 بلوس أنجلوس في الولايات المتحدة.

## أعمال

### أفلام
- (1958) العجوز والبحر

### مسلسلات
- زورو

## وصلات خارجية
- دون دايموند على موقع IMDb (الإنجليزية)
- دون دايموند على موقع ألو سيني (الفرنسية)
- دون دايموند على موقع أول موفي (الإنجليزية)
- دون دايموند على موقع قاعدة بيانات الأفلام السويدية (السويدية)
- دون دايموند على موقع قاعدة بيانات الفيلم (الإنجليزية)
- دون دايموند على موقع كينوبويسك (الروسية)